# یوزباشوان
یوزباشوان (به لاتین: Yuzbashevan) یک منطقه مسکونی در جمهوری آذربایجان است که در شهرستان قبله واقع شده‌است.